# Sulfină galbenă
Sulfina galbenă (Melilotus officinalis) este o plantă medicinală din familia Fabaceae.

## Descriere

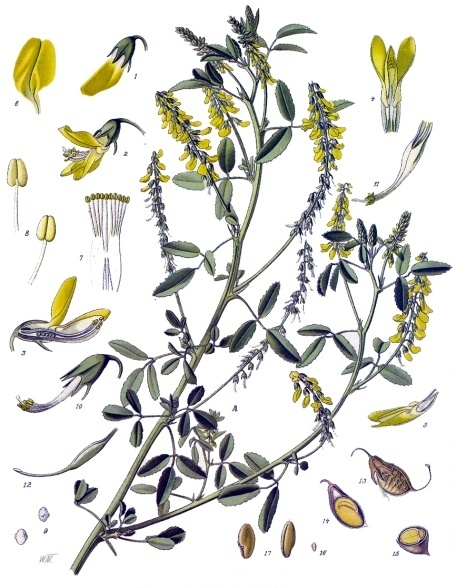
Morfologia

Sulfina are 50-100 (200) cm. Frunzele sale sunt trifoliate. Florile sunt galbene, numeroase, foarte parfumate, așezate în raceme mari. Înflorește primăvara-vara.
Este plantă medicinală și meliferă.

## Sinonime
- Medicago officinalis (L.)E.H.L.Krause
- Melilotus arenarius Grecescu
- Melilotus arvensis Wallr.
- Melilotus melilotus-officinalis Asch. & Graebn.
- Melilotus neglectus Ten.
- Melilotus pallidus Ser.
- Melilotus petitpierreanus Willd.
- Trifolium Melilotus officinalis L.
- Trifolium melilotus-officinalis L.
- Trifolium officinale L.

## Răspândire
Este răspândită prin semănături, fânețe, la marginea drumurilor.